# Trofeo Matteotti 2002
Il Trofeo Matteotti 2002, cinquantasettesima edizione della corsa, si svolse il 7 luglio 2002 su un percorso di 188,5 km, con partenza e arrivo a Pescara, in Italia. La vittoria fu appannaggio dell'italiano Salvatore Commesso, che completò il percorso in 4h37'40", alla media di 40,732 km/h, precedendo i connazionali Fabio Sacchi e Matteo Tosatto.

## Ordine d'arrivo (Top 10)
| Pos. | Corridore           | Squadra               | Tempo    |
| ---- | ------------------- | --------------------- | -------- |
| 1    | Salvatore Commesso  | Saeco-Longoni Sport   | 4h37'40" |
| 2    | Fabio Sacchi        | Saeco-Longoni Sport   | s.t.     |
| 3    | Matteo Tosatto      | Fassa Bortolo         | s.t.     |
| 4    | Dmitrij Gajnitdinov | Tacconi Sport         | s.t.     |
| 5    | Diego Ferrari       | Tacconi Sport         | s.t.     |
| 6    | Luca Mazzanti       | Mercatone Uno         | s.t.     |
| 7    | Ruggero Marzoli     | Formaggi Trentini     | s.t.     |
| 8    | Massimo Giunti      | Acqua & Sapone        | s.t.     |
| 9    | Fausto Dotti        | Cage Maglierie-Olmo   | s.t.     |
| 10   | Fortunato Baliani   | Colombia-Selle Italia | s.t.     |